# Amphineurus zborowskii
Amphineurus zborowskii är en tvåvingeart som beskrevs av Günther Theischinger 1996. Amphineurus zborowskii ingår i släktet Amphineurus och familjen småharkrankar. Inga underarter finns listade i Catalogue of Life.